# Горхон
Горхон (рос. Горхон) — станція Улан-Уденського регіону Східносибірської залізниці Росії, розташована на дільниці Заудинський — Каримська між станціями Новоільїнський (відстань — 15 км) і Кіжа (14 км). Відстань до ст. Заудинський — 101 км, до ст. Каримська — 544 км.